# Сулеев, Джанибек Азатович
Джанибек Азатович Сулеев (род. 1 декабря 1962, Алма-Ата) — казахстанский журналист.

## Образование
1983 — Алма-Атинский кинотехникум
1991 — Казахский государственный университет им. С. М. Кирова, журналист.

## Трудовая деятельность
Работал оператором ВЦ Казпотребсоюза, методистом Республиканского дома кино, служил во Внутренних войсках, работал заведующим русской редакцией журнала «Арай — Заря», заведующим центром информационно-политической работы Союза «Народное единство Казахстана», корреспондентом журнала «Финансы Казахстана», заместителем главного редактора газеты «Дәуір — Время», политическим обозревателем газеты «Бірлік», заведующим отделом газеты «Новое поколение», политическим обозревателем газеты «Атамура — Столичное обозрение», главным специалистом Алматинского областного управления информации и общественного согласия, заместителем главного редактора газеты «451º по Фаренгейту», обозревателем интернет-газеты «Навигатор» и газеты «Мегаполис»
С 2003 по 2004 — первый заместитель, и. о. главного редактора, главный редактор газет «Страна и мир» и «Дала мен кала»
С 2004 г. по настоящее время — координатор проекта (главный редактор) Dialog.Kz и ряда интернет-изданий общественно-политической направленности
В 2009—2010 — заместитель генерального директора ТОО «Известия — Казахстан»
В 2011 — главный редактор газеты «МК в Казахстане»
Член Союза журналистов СССР и Союза журналистов Казахстана.

## Семья
Сулеев Джанибек Азатович родился в семье Азата Сулеева. Его дедушкой и бабушкой являются Билял Сулеев и Фатима Зейнуллиновна Габитова. Женат, имеет двоих детей.

## Интересные факты
1. Бабушка Джанибека была в отношениях не только с Билялем Сулеевым. Она также любила Ильяса Джансугурова и Мухтара Ауэзова. Но она вышла замуж только за двоих из них.
2. Отец Сулеева Джанибек Азатовича (Азат Сулеев) был усыновлен Ильясом Жансугуровым после смерти Биляла Сулеева.

## Источник
- Ашимбаев Д. Р. Кто есть кто в Казахстане. Алматы, 2012
- Фатима Габитова муза трех великих казахов